# ウルナガ湖
ウルナガ湖またはウルナガ貯水池（バスク語: Urrunagako urtegia, スペイン語: Embalse de Urrúnaga）は、スペイン・バスク州アラバ県とビスカヤ県との県境に作られた人工湖である。

## 湖水

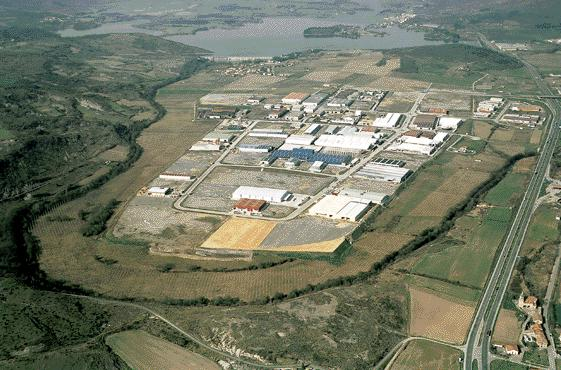
ゴイアインの工場が見えるウルナガ湖畔

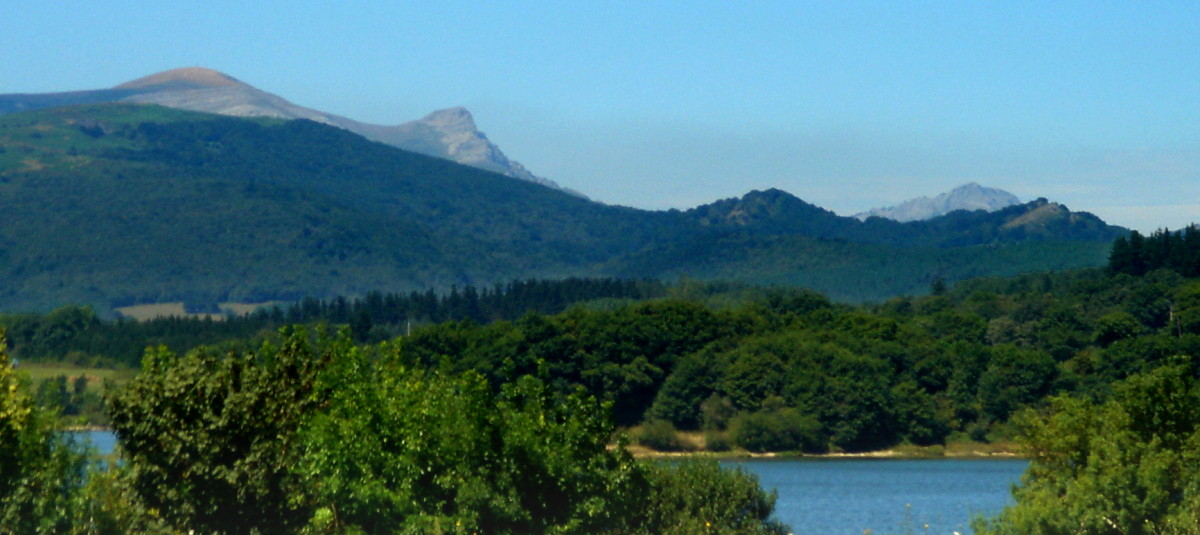
ウルナガ湖付近から見たゴルベア山地

サドーラ川の支流の流路上に1937年に作られた人工湖である。サドーラ川からエブロ川を経て、エブロ川の河口から地中海へと流れ込む。ウルナガ湖の湖水に富栄養化が起きていることが問題となっている。